# Víktorivka
Víktorivka (en (ucraïnès): Вікторівка) és un poble de la República Autònoma de Crimea a Ucraïna, que el 2014 tenia 736 habitants. Pertany al districte de Bakhtxissarai. Fins al 1948 la vila es deia Kutxuk-Iaixlav.

## Població
Segons les dades del 2001 la composició de la població de la vila de Víktorovka d'acord amb la llengua que empren és la següent:
| Llengua  | %     |
| -------- | ----- |
| Tàtar    | 81,36 |
| Rus      | 11,91 |
| Ucraïnès | 4,32  |